# Grammoscelis
Grammoscelis is een geslacht van vlinders van de familie uilen (Noctuidae), uit de onderfamilie Cuculliinae.

## Soorten
- G. aganniphus Krüger, 2005
- G. brincki Krüger, 2005
- G. leuconeura Hampson, 1906